# Comitatul Erie, New York
Comitatul Erie, conform originalului din engleză, County of Erie, dar numit curent Erie County, este unul din cele 62 de comitate ale statului american New York. Conform datelor statistice ale recensământului din anul 2000, furnizate de United States Census Bureau, populația sa totală era de 950.256 de locuitori. Sediul comitatului este orașul Buffalo.
Numele comitatului a fost luat de la numele lacului Erie, unul din cele cinci lacuri cunoscute sub numele de Marile Lacuri ale Americii de Nord. La rândul său, numele lacului peovine de la populaţia tribului (devenit extinct la sfârșitul secolului al 17-lea) nativilor nord-americani Erie sau Erieehronon, care au locuit la sudul și estul lacului înainte de 1654, după care au fost distruși și asimilați de tribul Iroquis.

## Geografie
Conform datelor statistice furnizate de United States Census Bureau, comitatul are o suprafață totală de 3.178 km2 (sau de 1,277 mile patrate), dintre care 2.704 km2 (sau 1.044 square miles) este uscat și 14.89 % (474 km2 sau 183 square miles) este apă.

### Drumuri importante
| - Interstate 90 (New York State Thruway) - Interstate 190 (Niagara Thruway) - Interstate 290 (Youngmann Expressway) - Interstate 990 (Lockport Expressway) - U.S. Route 20 - U.S. Route 20A | - U.S. Route 62 - U.S. Route 219 (Southern Expressway) - New York State Route 5 (Buffalo Skyway/Hamburg Turnpike) - New York State Route 16 - New York State Route 33 (Kensington Expressway/Genesee Street) - New York State Route 39 - New York State Route 78 (Transit Road) - New York State Route 179 (Milestrip Expressway/Road) | - New York State Route 198 (Scajaquada Expressway) - New York State Route 263 (Millersport Highway) - New York State Route 240 - New York State Route 277 - New York State Route 324 (Grand Island Blvd./Sheridan Drive) - New York State Route 354 (Clinton Street) - New York State Route 400 (Aurora Expressway) |

## Educație
Următoarele districte școlare deservesc Comitatul Erie, New York.

## Demografie
|  | Graficele sunt indisponibile din cauza unor probleme tehnice. Mai multe informații se găsesc la Phabricator și la wiki-ul MediaWiki. |

Date: Wikidata - grafică realizată de Wikipedia